# Cusance
Cusance is een gemeente in het Franse departement Doubs (regio Bourgogne-Franche-Comté) en telt 88 inwoners (2009). De plaats maakt deel uit van het arrondissement Besançon.

## Geografie
De oppervlakte van Cusance bedraagt 4,0 km², de bevolkingsdichtheid is dus 22 inwoners per km².

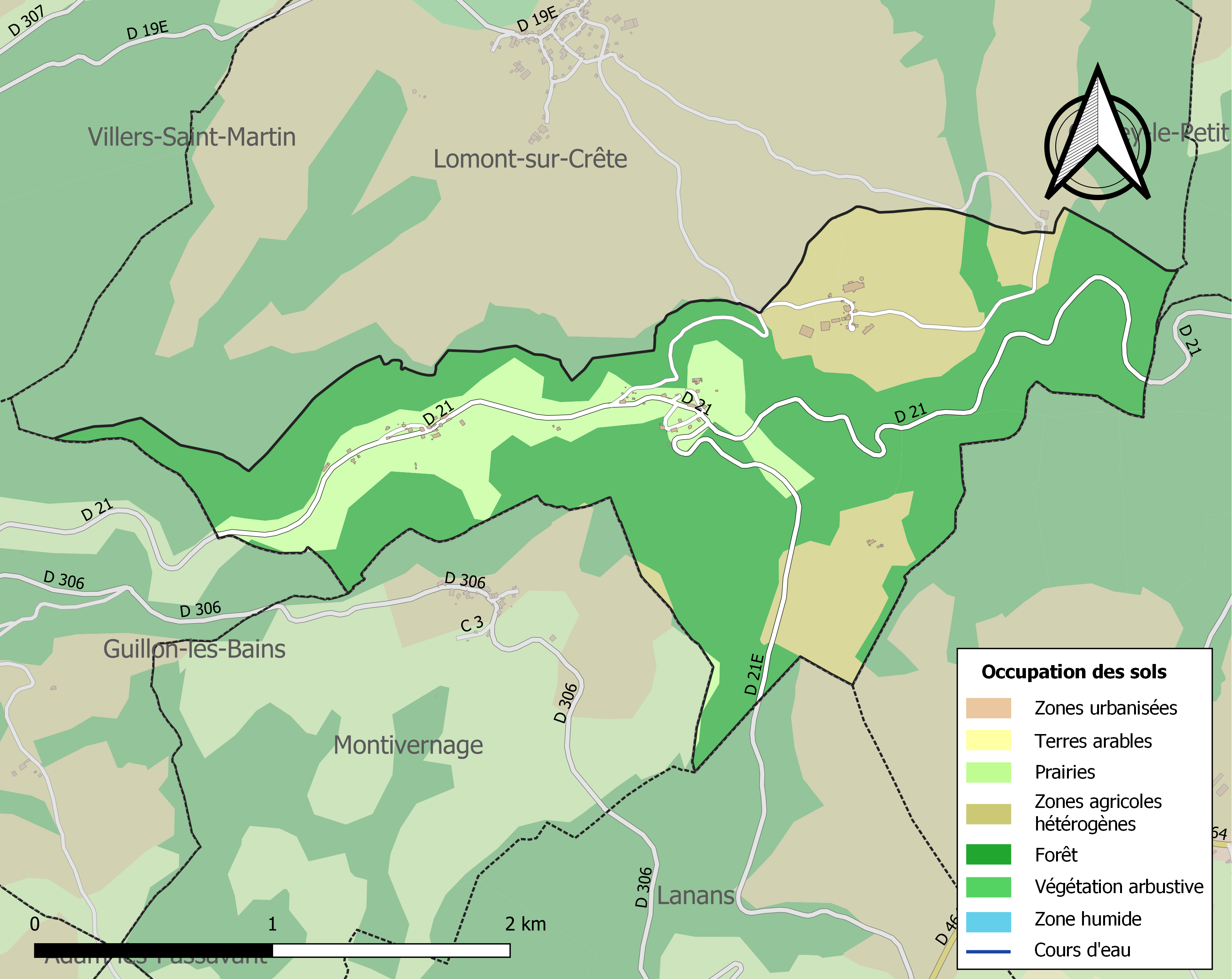
Kaart van de gemeente met de belangrijkste infrastructuur, bodemgebruik en omliggende gemeenten

## Demografie
Onderstaande figuur toont het verloop van het inwonertal (bron: INSEE-tellingen).

## Geboren
- Claude Pouillet (1791-1868), natuurkundige